# 倍半硅氧烷

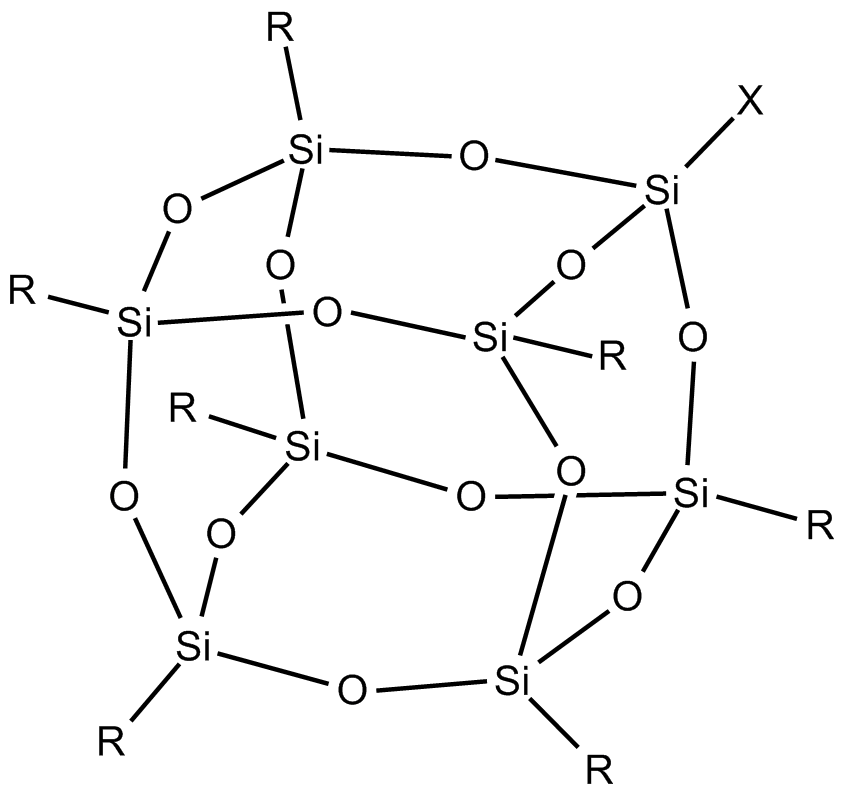
立方体的倍半硅氧烷。

倍半硅氧烷是一类有机硅化合物，其化学式为[RSiO3/2]n（R = 氢、烷基、芳基、烯烃或烷氧基）。倍半硅氧烷是无色固体，具有笼状或高分子结构，包含Si-O-Si连接和四面體Si顶点。倍半硅氧烷属于聚八面体倍半硅氧烷（polyoctahedral silsesquioxanes，POSS）的一类，因其作为陶瓷材料和纳米复合材料的前陶瓷聚合物前体而受到关注。不同的取代基（R）可连接到硅中心。该分子之所以特殊，是因为它具有无机硅酸盐核心和有机外部结构。硅酸盐核心赋予其刚性和热稳定性。

## 结构
倍半硅氧烷以分子形式存在，常见的结构包括含有6、8、10和12个硅顶点的分子，以及聚合物。其笼结构有时标记为T6、T8、T10和T12（T表示四面体顶点“tetrahedral vertex”）。T8笼结构是研究最多的成员，其分子式为[RSiO3/2]8，或等效地表示为R8Si8O12。在所有情况下，每个硅中心与三个氧基团相连，这些氧基团又与其他硅中心相连。硅的第四个基团通常为烷基、卤素、氢基、烷氧基等。在具有Oh对称性的立方簇中，Si-O-Si的键角范围为145–152°，呈弯曲状，有助于硅中心更好地适应四面体几何形状。O-Si-O的键角范围为107–112°，Si-O键长为1.55–1.65 Å。

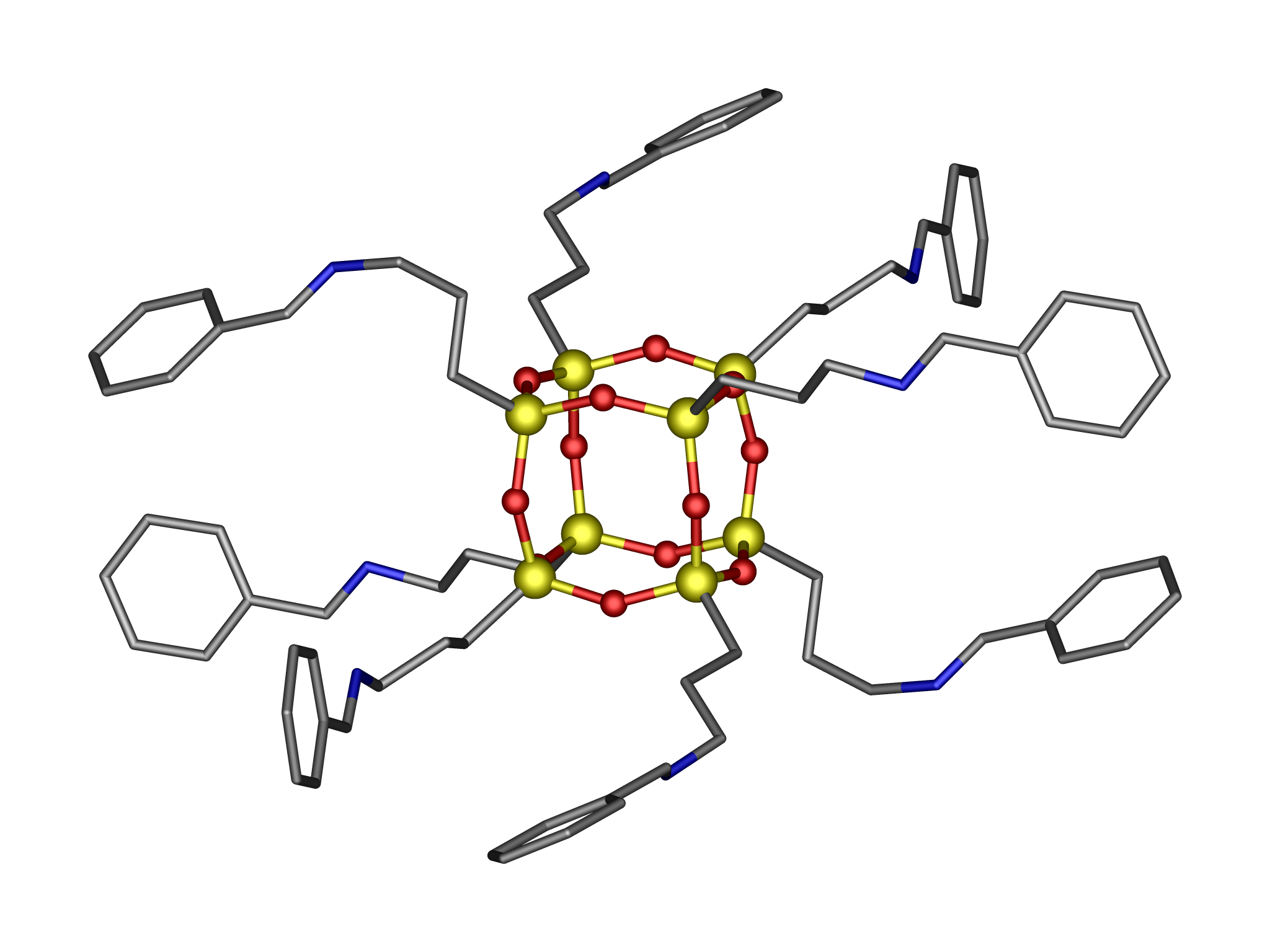
亚胺倍半硅氧烷的分子结构

## 合成
倍半硅氧烷通常通过有机三氯硅烷的水解反应合成。理想的合成过程为：
8 RSiCl 3 + 12 H 2 O → [RSiO 3/2 ] 8 + 24 HCl
HCl的生成会负面影响中间产物硅醇的水解和缩合速率。因此，倍半硅氧烷也可以通过相应的硅烷三醇的缩合反应直接获得，这一过程在中性pH条件下进行，即使对于立体障碍较大的取代基也能有效反应。
8 RSi(OH) 3 → [RSiO 3/2 ] 8 + 12 H 2 O
根据取代基R的不同，笼结构的外部可进一步修改。当R = H时，Si-H基团可以发生加氢化硅化或氧化为硅醇。桥联的多硅倍半硅氧烷通常是由包含两个或更多三官能硅基团并连接到不可水解的硅碳键的簇通过典型的溶膠凝膠处理法制得。乙烯基取代的倍半硅氧烷可以通过烯烃复分解反应进行连接。

## 反应性

### 笼状重排
硅氧烷笼状核心（T8 → T10）的重排可以通过使用布朗斯特超酸（三氟甲磺酸，CF3SO3H）实现，包括中间体的分离和笼重排的过程。在此过程中，六面体倍半硅氧烷与CF3SO3H在DMSO中反应，按1:12的摩尔比，生成七面体倍半硅氧烷。在第一步中，CF3SO3H酸攻击硅氧烷的Si-O-Si键，并观察到Si-O-SO2CF3键的形成，与笼的开启过程并行，生成化合物B（见下图）。这种反转现象通常出现在亲核取代反应中，尤其是在离去基团被软性亲核试剂取代时。在进一步的酸性攻击下，分别生成T6(OH)4（C）和硅氧烷二聚体D。由于该反应在水相条件下进行，因此由于水解反应的作用，生成了具有通式T8(OH)4的化合物E。化合物E易于与D发生反应，从而抽取CF3SO−
3
离子，进而通过自发的笼重排反应形成七面体T10结构F。尽管七面体F在能量上不太有利（MM2数据），但由于从不太稳定的D和E基团中形成新的Si4O4基团，这一反应被强制进行。

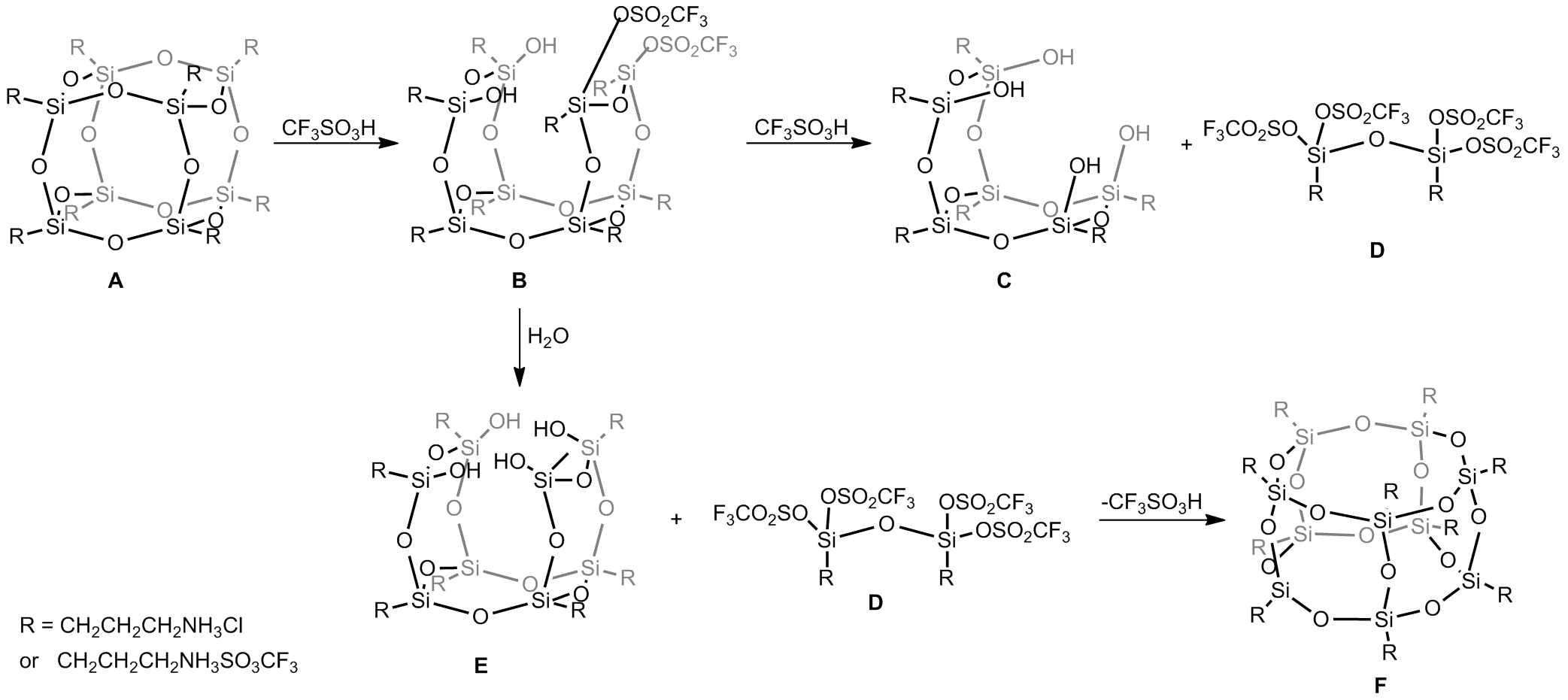
OAS-POSS-Cl与CF_{3}SO_{3}H在DMSO中发生反应。 B-E是由A → F笼状重排过程中分离出来的中间体。

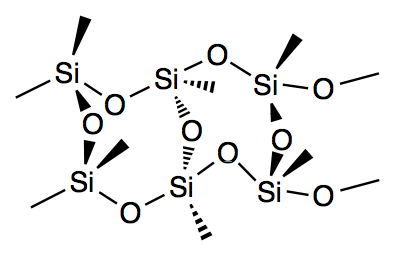
聚苯基硅倍半氧烷不采用笼状结构，而是具有梯状重复单元的聚合物。

### 聚合物倍半硅氧烷
聚合物倍半硅氧烷首先由Brown报道。高分子量、可操作的聚苯基倍半硅氧烷具有梯形结构。Brown的研究为后续的许多研究奠定了基础。Brown的合成过程分为三步：（1）苯基三氯硅烷的水解；（2）在低浓度和低温下将该水解产物与氢氧化钾平衡反应，得到预聚物；（3）在高浓度和高温下将预聚物平衡反应，得到最终的聚合物。其他著名的硅氧烷聚合物包括由日本合成橡胶公司描述的可溶性高分子量聚甲基倍半硅氧烷。与其苯基衍生物不同，这种聚合物在合成过程中容易发生凝胶化，已在化妆品、树脂和光刻中得到应用。利用多面体寡聚倍半硅氧烷（polyhedral oligomeric silsesquioxanes，POSS）笼结构作为无机框架的单元构建块，合成了层次化的有机-无机（混合）聚硅倍半硅氧烷（polysilsesquioxane，PSQ）材料，具有高比表面积、热水稳定性及微孔和/或介孔特性。不同的研究团队已合成了这一类材料，展现出良好的性能。此外，Marchesi等人开发了一系列无定形的基于POSS的聚硅倍半硅氧烷，其中POSS笼（部分凝聚的T7-POSS或完全凝聚的T8-POSS分子）作为无机网络的结构单元，单独或与金属离子（特别是镧系金属离子如铕和铽）一起使用。

### 氢化倍半硅氧烷
一种常见的氢化倍半硅氧烷为[HSiO3/2]8。早期的合成方法包括用浓硫酸和发烟硫酸处理（三氯硅烷）以进行质子化，生成T10-T16寡聚物。T8簇也可以通过三甲基硅烷与醋酸、环己烷和盐酸的混合物反应合成。Si-H基团可进行氢化硅烷化反应。

## 潜在应用

### 电子材料
有机倍半硅氧烷薄膜，例如聚（甲基倍半硅氧烷），已被用于半导体器件的研究。含有连接笼结构的聚（氢化倍半硅氧烷）以Fox Flowable Oxide的名称销售。
甲基倍半硅氧烷已被用于旋涂玻璃（spin-on-glass，SOG）介电材料。桥接型倍半硅氧烷已被用于量子限制纳米级半导体材料。倍半硅氧烷树脂因其具有较高的介电强度、较低的介电常数、较高的体积电阻率和较低的损耗因子，使其在电子应用中非常适用。此外，这些树脂还具有耐热和耐火性能，可用于制造电气层压板的纤维增强复合材料。
多面体寡聚倍半硅氧烷已被研究作为提高机械性能和稳定性的一种手段，具有有机基体，以提供良好的光学和电学性能。这些器件的降解机制尚不完全了解，但人们认为，理解材料缺陷对于理解其光学和电子特性至关重要。
氢化倍半硅氧烷可以转化为硅涂层，具有潜在的集成电路应用。

### 发光二极管
在發光二極管的潜在应用中，立方体倍半硅氧烷已被功能化。最早用于光发射应用的前体之一是八甲基硅氧基倍半硅氧烷，通过处理四乙氧基硅烷或稻殼灰与四甲基铵氢氧化物，再与二甲基氯硅烷反应，制得的产率超过90%。有机三氯硅烷水解的通用方法在此仍然有效。当这些结构被溴化或胺化时，它们可以与环氧树脂、醛类和溴代芳香族化合物发生反应，从而将这些倍半硅氧烷与π共轭聚合物连接。这些方法可以使用共聚技术、格氏试剂以及不同的耦合策略。也有研究表明，共轭树枝状倍半硅氧烷能够作为发光材料。然而，高度支化的取代基往往会发生π-π相互作用，从而抑制高的发光量子产率。

### 传感器
在化学传感器应用中，将倍半硅氧烷笼结构与荧光分子共轭，可以直接用于检测氟化物离子，在笼封装下表现出肉眼可见的颜色变化，以及其他阴离子的检测。

### 抗菌倍半硅氧烷
倍半硅氧烷已被功能化为含有生物杀灭性季铵盐（quaternary ammonium，QAS）基团的抗菌涂层。季铵盐是消毒剂、抗菌劑和防污剂，能够杀死细菌、真菌和藻类。倍半硅氧烷分子的相对较小尺寸（2-5 nm）使得功能化季铵盐的分子具有与树状物分子相似的电荷密度，因此抗菌效力尤为显著。二甲基-n-辛胺通过八氯丙基倍半硅氧烷(T-ClPr)8进行季铵化反应，得到的材料显示出对革蘭氏陽性菌和革兰氏阴性菌生长的抗菌效能。
已经有多种季铵盐功能化的多面体寡聚倍半硅氧烷（QAS functionalized polyhedral oligomeric silsesquioxanes，Q-POSS）被报道。这些研究者改变了烷基链的长度（从–C12H25到–C18H37），并改变了对离子（如氯化物、溴化物和碘化物）。第一步是通过卡尔斯特催化剂使烯基二甲胺与八硅烷多面体寡聚倍半硅氧烷发生氢硅化反应，得到季胺功能化倍半硅氧烷。第二步是将季胺基团与烷基卤化物进行季铵化反应。使用的烷基卤化物包括1-碘十八烷、1-溴十六烷和1-氯十六烷。
这些杂化材料中的倍半硅氧烷核心提供了较高的玻璃化转变温度、改善的机械性能、更高的使用温度和较低的易燃性。通过这种方式，倍半硅氧烷能够在保持紧凑分子结构的同时，具有较高的电荷密度，且能够容易地与多种抗菌基团功能化。这些有机功能基团提供了与聚合物的高兼容性，便于将这些材料融入到许多介质中。特别有趣的是，硅油漆和涂层可以在医院中使用。典型的季铵功能化聚合物不兼容，而倍半硅氧烷与硅油的结构相似。结合QAS功能化倍半硅氧烷的硅油漆可用于为医疗和卫生设备、医学设备、检查设备、医疗储存室、医院房间、诊所、医生办公室等涂装，以防止细菌的形成和传播。例如，开发的Q-POSS与聚二甲基硅烷结合，通过催化反应形成交联网络。研究者发现，基于溴化物和氯化物的涂层具有最佳的抗菌效果。

## 部分缩合倍半硅氧烷：Si7系列
一个广泛研究的部分缩合倍半硅氧烷例子是三硅醇Cy7Si7O9(OH)3，该化合物是通过三氯环己基硅烷（C6H11SiCl3）缓慢（数月）水解制备的。同样的笼结构也可以通过酸介导的完全缩合倍半硅氧烷的裂解反应制备。这一过程产生的硅二醇可以进一步用于制备新的金属倍半硅氧烷。部分缩合的倍半硅氧烷是通向完全缩合笼结构的中间体。
一般来说，部分缩合的倍半硅氧烷三硅醇在固态中形成由协同增强的环状氢键网络连接的离散二聚体。这些二聚体在溶液中保持稳定，并且通过核磁共振揭示了一个动态平衡。

### 其他部分缩合的倍半硅氧烷
其他部分缩合的物种采用梯形结构，其中由RSiO3/2单元组成的两个长链通过Si-O-Si键在规则间隔处连接。无序的结构包括没有任何有组织结构形成的RSiO3/2单元连接。

部分缩合的倍半硅氧烷。

### 金属-部分缩合倍半硅氧烷及金属含倍半硅氧烷（POSS）复合物
不完全缩合的倍半硅氧烷可以与多种金属结合，包括Na+、Li+、Be2+以及过渡金属。通过用金属卤化物在碱性条件下处理不完全的倍半硅氧烷笼结构，可以制备具有核心化学计量比MSi7O12的立方金属-倍半硅氧烷衍生物。另一种合成途径是先使用LiN(SiMe3)2去质子化三硅醇基团。Aspinall等人后来成功地使用三倍的n-BuLi在己烷中进行去质子化，并进一步的结果表明，去质子化倍半硅氧烷的碱金属衍生物也可以通过使用碱金属双（三甲基硅基）酰胺合成。Marchesi等人通过在碱性条件下将开放角的七异丁基三硅醇T7-POSS ((C4H9)7Si7O9(OH)3)与无水三氯化铕反应，成功合成了具有铕离子的发光完全缩合稀土掺杂POSS。此外，将部分缩合的四硅醇苯基POSS与醋酸铽和/或醋酸铕（在两种金属不同摩尔比下）结合，形成了新型的双层倍半硅氧烷（DDSQ）材料。这些材料包含掺稀土的POSS单元，具有固有的发光特性，其中镧离子作为最终化合物中的结构和功能性元素。

### 催化特性
尽管缺乏商业应用，金属倍半硅氧烷已被研究作为催化剂。Cy7Si7O9(OH)3所提供的配位环境已被提出与β-三斜晶石和β-水晶石相似。一些这样的复合物在烯烃复分解、聚合、环氧化、狄尔斯–阿尔德反应等路易斯酸催化反应中显示出催化活性。此外，已有报道表明某些金属倍半硅氧烷能像菲利普斯催化剂一样催化乙烯的聚合。该催化剂可以通过与三甲基铝反应轻松激活，且通常具有较高的周转数。钒复合物以及齐格勒-纳塔催化剂也能够催化乙烯的聚合。金属与倍半硅氧烷框架的配位形成的亲电中心，其电子效应与三氟甲基基团相当，从而提高了催化活性。